# Naita Hishoono
Naita Hishoono (* 1976 in Huambo, Angola) ist eine namibische Demokratie-Aktivistin und Politiksoziologin. 
Hishoono wurde im Exil in Angola geboren. Sie lebte anschließend drei Jahre in Nyango in Sambia. Hishoona verbrachte, wie diverse andere Kinder aus dem Südwesten Afrikas, ihre frühe Jugend im Rahmen des namibischen Befreiungskampfes in der Deutschen Demokratischen Republik. Sie lebte zunächst ab 1979 im Schloss Bellin. 1985 zogen sie mit den anderen Kindern in die „Schule der Freundschaft“ nach Staßfurt. Dort lebten bereits etwa 900 Kinder aus Mosambik. 1989 wurde sie nach Windhoek abgeschoben.
Hishoono ist seit dem 1. Januar 2015 Direktorin des Namibia Institute for Democracy (NID). Sie arbeitete zuvor bereits seit 2006 als Programmdirektorin beim NID.

## Schriften
- Naita Hishoono, Theunis Keulder: Guide to Civil Society in Namibia, Namibia Institute for Democracy, Windhoek 2009, ISBN 978-999-16-860-9-7.(PDF; englisch)